# Джанки
«Джанки» (Нарколыга, Торчок) (англ. Junkie) — роман Уильяма Берроуза.
Это во многом автобиографичное произведение стало первым опубликованным романом писателя. Название является сленговым термином, обозначающим опиатного наркомана. Также роман известен под названием Junky, а рабочим названием во время его написания было Junk.

## История создания
«Джанки» был создан, записан и выпущен при значительной поддержке основателя битничества Аллена Гинзберга; сам Берроуз охарактеризовал роль Гинзберга в создании книги как «секретного литературного агента». Подав идею для начала работы над романом, на её протяжении Гинзберг выступал в роли редактора. Первоначально как часть «Джанки» в рукописи фигурировал текст, позже вышедший отдельным романом «Пидор»; в этом виде рукопись была отвергнута многими издательствами как плохо написанная, неинтересная и провокационная. В итоге издатель для «Джанки» был найден Гинзбергом в психиатрической лечебнице в Нью-Джерси; сам Гинзберг добровольно пошёл туда после того, как его выгнали из Колумбийского университета. Там он и встретил Карла Соломона, племянника владельца издательства Ace Books А. А. Уина. Благодаря рекомендации племянника Уин согласился опубликовать текст, после чего Берроуз по рекомендации Гинзберга значительно его переработал.
Ace Books было неавторитетным издательством; в основном в нём публиковались дешёвые детективы и комиксы. «Джанки» был издан в формате «два в одном» вместе с книгой «Narcotic Agent» Мориса Хелбранта (англ. Maurice Helbrant); вместо фамилии Берроуза на книге значился псевдоним «Уильям Ли» (англ. William Lee).
В 1960-е и 1970-е годы, после того, как Берроуз приобрёл известность с публикацией «Голого завтрака», неоднократно выходили репринтные переиздания «Джанки». В 1977 году отредактированная версия оригинального текста была издана издательством Penguin Books с предисловием Аллена Гинзберга. Фрагменты текста, говорящие о гомосексуальных экспериментах Берроуза, были включены в текст впервые. В 2003 году в связи с 50-летием выхода книги Penguin Books издали новую редакцию текста под альтернативным заголовком — Junky: The Definitive Text of «Junk».

## Стиль
«Джанки» относится к раннему периоду творчества Берроуза и отличается сухим, лаконичным повествовательным стилем. Описание наркотических опытов, криминального дна общества выдержано в духе «репортажа». Однако, в той части романа, когда рассказчик уезжает из Нью-Йорка, в стиле произведения появляются более человечные нотки.

## Аудиокниги
Существует как минимум три аудиозаписи «Джанки». В конце 1960-х — начале 1970-х Берроуз записал значительный кусок текста, планируя издать его как альбом. В дальнейшем, в 1990-е годы было издано две аудиокниги «Джанки»: одна в исполнении Дэвида Кэррадайна, другая — самого Берроуза.